# Olympische Winterspiele 1972/Teilnehmer (Spanien)
| Gelbes Symbol für Goldmedaillen mit stilisierten Olympischen Ringen | Graues Symbol für Silbermedaillen mit stilisierten Olympischen Ringen | Braundes Symbol für Bronzemedaillen mit stilisierten Olympischen Ringen |
| ------------------------------------------------------------------- | --------------------------------------------------------------------- | ----------------------------------------------------------------------- |
| 1                                                                   | —                                                                     | —                                                                       |

Spanien nahm an den Olympischen Winterspielen 1972 im japanischen Sapporo mit drei Athleten teil.
Seit 1936 war es die achte Teilnahme Spaniens an Olympischen Winterspielen.

## Flaggenträger
Der Skifahrer Francisco Fernández Ochoa trug die Flagge Spaniens während der Eröffnungsfeier im Makomanai-Stadion.

## Medaillen
Mit einer gewonnenen Goldmedaille belegte das spanische Team Platz 13 im Medaillenspiegel.

### Gold
Francisco Fernández Ochoa: Ski Alpin/Slalom (Herren)

## Teilnehmer nach Sportarten

### Ski Alpin
Frauen
- Conchita Puig
Slalom: ausgeschieden
Riesenslalom: disqualifiziert
Abfahrt: 29. Platz – 55,36 s und 53,91 s/1:49,27 min

Herren
- Francisco Fernández Ochoa
Slalom: 1. Platz – 1:49,27 min
Riesenslalom: disqualifiziert
- Aurelio García Oliver
Slalom: 12. Platz
Riesenslalom: 25. Platz – 3:19,73 min